# Montfranc
Montfranc (en francès Montfranc) és un municipi francès situat al departament de l'Avairon i a la regió d'Occitània. El 2018 tenia 126 habitants.
Des del 2008, l'alcalde és Michelle Fontanilles.

## Demografia
| 1962                                       | 1968 | 1975 | 1982 | 1990 | 1999 | 2006 |
| ------------------------------------------ | ---- | ---- | ---- | ---- | ---- | ---- |
| 174                                        | 181  | 154  | 168  | 158  | 135  | 131  |
| Des de 1962: població sense dobles comptes |      |      |      |      |      |      |